# Lista walk o bokserskie mistrzostwo świata w wadze junior ciężkiej
Zestawienie walk o bokserskie mistrzostwo świata wagi juniorciężkiej (cruiserweight) zawodowców. Ujęte zostały pojedynki najważniejszych organizacji boksu zawodowego (WBO, WBA, WBC, IBF i IBO).
Mistrzów świata wśród amatorów znajdziesz tutaj.
aktualność zestawienia: 29-12-2015

## 2010-
| Data                 | Zwycięzca             | Wynik  | Przegrany             | Tytuł          | Miejsce                                                           |
| -------------------- | --------------------- | ------ | --------------------- | -------------- | ----------------------------------------------------------------- |
| 4 listopada 2015     | Dienis Lebiediew      | TKO 8  | Lateef Kayode         | WBA            | Tatneft Arena, Kazań, Rosja                                       |
| 4 listopada 2015     | Ola Afolabi           | KO 5   | Rachim Czachkijew     | IBO            | Tatneft Arena, Kazań, Rosja                                       |
| 2 października 2015  | Victor Emilio Ramirez | D      | Ovill McKenzie        | IBF            | Villa La Ñata Sporting Club, Benavídez, Argentyna                 |
| 14 sierpnia 2015     | Krzysztof Głowacki    | KO 11  | Marco Huck            | WBO            | Prudential Center, Newark, USA                                    |
| 25 lipca 2015        | Bejbut Szumenow       | UD 12  | BJ Flores             | WBA Tymczasowy | Palms Casino and Resort, Las Vegas, USA                           |
| 22 maja 2015         | Grigorij Drozd        | TKO 9  | Łukasz Janik          | WBC            | Hala Sportowa Łużniki, Moskwa, Rosja                              |
| 22 maja 2015         | Rachim Czachkijew     | KO 8   | Junior Anthony Wright | IBO            | Hala Sportowa Łużniki, Moskwa, Rosja                              |
| 10 kwietnia 2015     | Dienis Lebiediew      | UD 12  | Youri Kalenga         | WBA            | Hala Sportowa Łużniki, Moskwa, Rosja                              |
| 10 kwietnia 2015     | Victor Emilio Ramirez | UD 12  | Ola Afolabi           | IBF Tymczasowy | Villa La Ñata Sporting Club, Benavídez, Argentyna                 |
| 15 listopada 2014    | Youri Kalenga         | TKO 12 | Denton Daley          | WBA Tymczasowy | Hershey Centre, Mississauga, Kanada                               |
| 27 września 2014     | Grigorij Drozd        | UD 12  | Krzysztof Włodarczyk  | WBC            | Dynamo Palace of Sports in Krylatskoye, Moskwa, Rosja             |
| 27 września 2014     | Dienis Lebiediew      | KO 2   | Paweł Kołodziej       | WBA            | Dynamo Palace of Sports in Krylatskoye, Moskwa, Rosja             |
| 30 sierpnia 2014     | Marco Huck            | UD 12  | Mirko Larghetti       | WBO            | Gerry Weber Stadium, Halle, Niemcy                                |
| 16 sierpnia 2014     | Yoan Pablo Hernández  | SD 12  | Firat Arslan          | IBF            | Messehalle, Erfurt, Niemcy                                        |
| 21 czerwca 2014      | Youri Kalenga         | SD 12  | Mateusz Masternak     | WBA Tymczasowy | Casino de Monte Carlo Salle Medecin, Monte Carlo, Monako          |
| 25 stycznia 2014     | Marco Huck            | TKO 6  | Firat Arslan          | WBO            | Hanns-Martin-Schleyer Halle, Stuttgart, Niemcy                    |
| 6 grudnia 2013       | Krzysztof Włodarczyk  | RTD 6  | Giacobbe Fragomeni    | WBC            | UIC Pavilion, Chicago, USA                                        |
| 23 listopada 2013    | Yoan Pablo Hernández  | KO 10  | Aleksandr Alesiejew   | IBF            | Stechert Arena, Bamberg, Niemcy                                   |
| 2 listopada 2013     | Ola Afolabi           | MD 12  | Łukasz Janik          | IBO            | Madison Square Garden Theater, Nowy Jork, USA                     |
| 21 czerwca 2013      | Krzysztof Włodarczyk  | TKO 8  | Rachim Czachkijew     | WBC            | Dynamo Palace of Sports, Moskwa, Rosja                            |
| 8 czerwca 2013       | Marco Huck            | MD 12  | Ola Afolabi           | WBO            | Max Schmeling Halle, Berlin, Niemcy                               |
| 17 maja 2013         | Guillermo Jones       | KO 11  | Dienis Lebiediew      | WBA            | Crocus City Hall, Moskwa, Rosja                                   |
| 17 grudnia 2012      | Dienis Lebiediew      | KO 4   | Santander Silgado     | WBA            | Crocus City Hall, Moskwa, Rosja                                   |
| 21 listopada 2012    | Danny Green           | UD 12  | Shane Cameron         | IBO            | Hisense Arena, Melbourne, Australia                               |
| 3 listopada 2012     | Marco Huck            | UD 12  | Firat Arslan          | WBO            | Gerry Weber Stadium, Halle, Niemcy                                |
| 22 września 2012     | Krzysztof Włodarczyk  | UD 12  | Francisco Palacios    | WBC            | Hala Stulecia, Wrocław, Polska                                    |
| 15 września 2012     | Yoan Pablo Hernández  | UD 12  | Troy Ross             | IBF            | Stechert Arena, Bamberg, Niemcy                                   |
| 2 czerwca 2012       | Antonio Tarver        | NC     | Lateef Kayode         | IBO            | Home Depot Center, Carson, USA                                    |
| 5 maja 2012          | Marco Huck            | R      | Ola Afolabi           | WBO            | Messehalle, Erfurt, Niemcy                                        |
| 4 kwietnia 2012      | Dienis Lebiediew      | KO 2   | Shawn Cox             | WBA Tymczasowy | Crocus City Hall, Moskwa, Rosja                                   |
| 3 marca 2012         | Ola Afolabi           | TKO 5  | Walerij Brudow        | WBO            | ESPRIT arena, Düsseldorf, Niemcy                                  |
| 4 lutego 2012        | Yoan Pablo Hernández  | UD 12  | Steve Cunningham      | IBF            | Fraport Arena, Frankfurt, Niemcy                                  |
| 30 listopada 2011    | Krzysztof Włodarczyk  | TKO 11 | Danny Green           | WBC            | Challenge Stadium, Perth, Australia                               |
| 5 listopada 2011     | Guillermo Jones       | TKO 6  | Michael Marrone       | WBA            | Seminole Hard Rock Hotel and Casino, Hollywood, Stany Zjednoczone |
| 4 listopada 2011     | Dienis Lebiediew      | UD 12  | James Toney           | WBA Tymczasowy | Khodynka Ice Palace, Moskwa, Rosja                                |
| 22 października 2011 | Marco Huck            | KO 6   | Rogelio Omar Rossi    | WBO            | Ludwigsburg, Badenia-Wirtembergia, Niemcy                         |
| 1 października 2011  | Yoan Pablo Hernández  | TD 6   | Steve Cunningham      | IBF            | Jahnsportforum, Neubrandenburg, Niemcy                            |
| 20 lipca 2011        | Antonio Tarver        | RTD 9  | Danny Green           | IBO            | Entertainment Centre, Sydney, Australia                           |
| 17 lipca 2011        | Marco Huck            | KO 10  | Hugo Garay            | WBO            | Olympia-Eissportzentrum, Monachium, Niemcy                        |
| 2 kwietnia 2011      | Krzysztof Włodarczyk  | SD 12  | Francisco Palacios    | WBC            | Hala Łuczniczka, Bydgoszcz, Polska                                |
| 2 kwietnia 2011      | Marco Huck            | UD 12  | Ran Nakasz            | WBO            | Gerry Weber Stadium, Nadrenia Północna-Westfalia, Niemcy          |
| 12 lutego 2011       | Yoan Pablo Hernandez  | KO 7   | Steve Herelius        | WBA Tymczasowy | RWE Rhein-Ruhr Sporthalle, Nadrenia Północna-Westfalia, Niemcy    |
| 12 lutego 2011       | Steve Cunningham      | UD 12  | Enad Licina           | IBF            | RWE Rhein-Ruhr Sporthalle, Nadrenia Północna-Westfalia, Niemcy    |
| 18 grudnia 2010      | Marco Huck            | SD 12  | Dienis Lebiediew      | WBO            | Max Schmeling Halle, Berlin, Niemcy                               |
| 17 listopada 2010    | Danny Green           | UD 12  | BJ Flores             | IBO            | Challenge Stadium, Mount Claremont, Australia                     |
| 2 października 2010  | Guillermo Jones       | TKO 11 | Walerij Brudow        | WBA            | Arena Roberto Duran, m. Panama, Panama                            |
| 25 września 2010     | Krzysztof Włodarczyk  | UD 12  | Jason Robinson        | WBC            | Torwar Sport Hall, Warszawa, Polska                               |
| 21 sierpnia 2010     | Marco Huck            | TKO 5  | Matt Godfrey          | WBO            | Messehalle, Erfurt, Niemcy                                        |
| 21 lipca 2010        | Danny Green           | KO 1   | Paul Briggs           | IBO            | Challenge Stadium, Perth, Australia                               |
| 3 lipca 2010         | Steve Herelius        | RTD 11 | Firat Arslan          | WBA Tymczasowy | Porsche-Arena, Stuttgart, Niemcy                                  |
| 5 czerwca 2010       | Steve Cunningham      | TKO 5  | Troy Ross             | IBF            | Jahnsportforum, Neubrandenburg, Niemcy                            |
| 15 maja 2010         | Krzysztof Włodarczyk  | TKO 8  | Giacobbe Fragomeni    | WBC            | Atlas Arena, Łódź, Polska                                         |
| 1 maja 2010          | Marco Huck            | RTD 9  | Brian Minto           | WBO            | Weser-Ems-Halle, Oldenburg, Niemcy                                |
| 14 kwietnia 2010     | Danny Green           | KO 3   | Manny Siaca           | IBO            | Challenge Stadium, Perth, Australia                               |
| 13 marca 2010        | Marco Huck            | KO 3   | Adam Richards         | WBO            | Max Schmeling Halle Berlin, Niemcy                                |

## 2000–2009
| Data                 | Zwycięzca             | Wynik   | Przegrany                | Tytuł           | Miejsce                                                           |
| -------------------- | --------------------- | ------- | ------------------------ | --------------- | ----------------------------------------------------------------- |
| 5 grudnia 2009       | Marco Huck            | UD 12   | Ola Afolabi              | WBO             | Arena, Ludwigsburg, Badenia-Wirtembergia, Niemcy                  |
| 2 grudnia 2009       | Danny Green           | TKO 1   | Roy Jones Jr.            | IBO             | Acer Arena, Sydney, Australia                                     |
| 21 listopada 2009    | Zsolt Erdei           | MD 12   | Giacobbe Fragomeni       | WBC             | Sparkassen-Arena, Kilonia, Niemcy                                 |
| 29 sierpnia 2009     | Marco Huck            | UD 12   | Víctor Emilio Ramírez    | WBO             | Gerry Weber Stadium, Nadrenia Północna-Westfalia, Niemcy          |
| 15 sierpnia 2009     | Danny Green           | TKO 5   | Julio Cesar Dominguez    | IBO             | Coast Coliseum, Biloxi, Stany Zjednoczone                         |
| 11 lipca 2009        | Tomasz Adamek         | RTD 4   | Bobby Gunn               | IBF             | Prudential Center, Newark, Stany Zjednoczone                      |
| 16 maja 2009         | Giacobbe Fragomeni    | PTS     | Krzysztof Włodarczyk     | WBC             | Gran Teatro, Rzym, Włochy                                         |
| 16 maja 2009         | Víctor Emilio Ramírez | SD 12   | Əli İsmayılov            | WBO             | Estadio Luna Park, Buenos Aires, Argentyna                        |
| 14 marca 2009        | Ola Afolabi           | KO 9    | Enzo Maccarinelli        | WBO             | M.E.N. Arena, Manchester, Wielka Brytania                         |
| 27 lutego 2009       | Tomasz Adamek         | TKO 8   | Johnathon Banks          | IBF             | Prudential Center, Newark, Stany Zjednoczone                      |
| 17 stycznia 2009     | Víctor Emilio Ramírez | RTD 9   | Aleksandr Aleksiejew     | WBO             | Burg-Waechter Castello, Düsseldorf, Niemcy                        |
| 11 grudnia 2008      | Tomasz Adamek         | SD 12   | Steve Cunningham         | IBF             | Prudential Center, Newark, Stany Zjednoczone                      |
| 24 października 2008 | Giacobbe Fragomeni    | TD 8    | Rudolf Kraj              | WBC             | PalaLido, Mediolan, Włochy                                        |
| 27 września 2008     | Guillermo Jones       | TKO 10  | Firat Arslan             | WBA             | Color Line Arena, Hamburg, Niemcy                                 |
| 12 lipca 2008        | Johnathon Banks       | MD 12   | Vincenzo Rossitto        | IBO             | Color Line Arena, Hamburg, Niemcy                                 |
| 3 maja 2008          | Firat Arslan          | UD 12   | Darnell Wilson           | WBA             | Hanns-Martin-Schleyer-Halle, Stuttgart, Niemcy                    |
| 8 marca 2008         | David Haye            | TKO 2   | Enzo Maccarinelli        | WBA / WBC / WBO | O2 Arena, Londyn, Wielka Brytania                                 |
| 29 grudnia 2007      | Steve Cunningham      | TKO 12  | Marco Huck               | IBF             | Seidensticker Halle, Bielefeld, Niemcy                            |
| 24 listopada 2007    | Firat Arslan          | UD 12   | Virgil Hill              | WBA             | Freiberger Arena, Drezno, Niemcy                                  |
| 10 listopada 2007    | David Haye            | TKO 7   | Jean-Marc Mormeck        | WBA / WBC       | Levallois-Perret, Hauts-de-Seine, Francja                         |
| 3 listopada 2007     | Enzo Maccarinelli     | TKO 4   | Mohamed Azzaoui          | WBO             | Millennium Stadium, Cardiff, Wielka Brytania                      |
| 21 lipca 2007        | Enzo Maccarinelli     | UD 12   | Wayne Braithwaite        | WBO             | International Arena, Cardiff, Wielka Brytania                     |
| 16 czerwca 2007      | Firat Arslan          | SD 12   | Walerij Brudow           | WBA Tymczasowy  | SYMA Sport & Leisure Center, Budapeszt, Węgry                     |
| 9 czerwca 2007       | Tomasz Adamek         | TKO 7   | Luis Andres Pineda       | IBO             | Spodek, Katowice, Polska                                          |
| 26 maja 2007         | Steve Cunningham      | MD 12   | Krzysztof Włodarczyk     | IBF             | Spodek, Katowice, Polska                                          |
| 4 kwietnia 2007      | Enzo Maccarinelli     | TKO 1   | Bobby Gunn               | WBO             | Millennium Stadium, Cardiff, Wielka Brytania                      |
| 17 marca 2007        | Jean-Marc Mormeck     | UD 12   | O’Neil Bell              | WBA / WBC       | Levallois-Perret, Hauts-de-Seine, Francja                         |
| 2 grudnia 2006       | Walerij Brudow        | TKO 11  | Luis Andres Pineda       | WBA Tymczasowy  | Palais Omnisports Bercy, Paryż, Francja                           |
| 25 listopada 2006    | Krzysztof Włodarczyk  | SD 12   | Steve Cunningham         | IBF             | Torwar Sport Hall, Warszawa, Polska                               |
| 14 października 2006 | Enzo Maccarinelli     | TKO 12  | Mark Hobson              | WBO             | M.E.N. Arena, Manchester, Wielka Brytania                         |
| 8 lipca 2006         | Enzo Maccarinelli     | TKO 9   | Marcelo Fabián Domínguez | WBO             | Millennium Stadium, Cardiff, Wielka Brytania                      |
| 26 stycznia 2006     | Virgil Hill           | UD 12   | Walerij Brudow           | WBA             | Tropicana Hotel & Casino, Atlantic City, Stany Zjednoczone        |
| 7 stycznia 2006      | O’Neil Bell           | KO 10   | Jean-Marc Mormeck        | WBA / WBC / IBF | Madison Square Garden, Nowy Jork, Stany Zjednoczone               |
| 26 listopada 2005    | Johnny Nelson         | SD 12   | Vincenzo Cantatore       | WBO             | Palazzo Dello Sport, Rzym, Włochy                                 |
| 26 sierpnia 2005     | O’Neil Bell           | KO 11   | Sebastiaan Rothmann      | IBF             | Seminole Hard Rock Hotel and Casino, Hollywood, Stany Zjednoczone |
| 20 maja 2005         | O’Neil Bell           | UD 12   | Dale Brown               | IBF             | Seminole Hard Rock Hotel and Casino, Hollywood, Stany Zjednoczone |
| 2 kwietnia 2005      | Jean-Marc Mormeck     | UD 12   | Wayne Braithwaite        | WBC             | DCU Center, Worcester, Stany Zjednoczone                          |
| 10 września 2004     | Carl Thompson         | TKO 5   | David Haye               | IBO             | The Arena, Londyn, Wielka Brytania                                |
| 4 września 2004      | Johnny Nelson         | TKO 7   | Ruediger May             | WBO             | Grugahalle, Essen, Niemcy                                         |
| 22 maja 2004         | Jean-Marc Mormeck     | UD 12   | Virgil Hill              | WBA             | Carnival City Casino, Brakpan, Republika Południowej Afryki       |
| 1 maja 2004          | Kelvin Davis          | TKO 8   | Ezra Sellers             | IBF             | Jai Alai Fronton, Miami, Stany Zjednoczone                        |
| 17 kwietnia 2004     | Wayne Braithwaite     | UD 12   | Louis Azille             | WBC             | Madison Square Garden, Nowy Jork, Stany Zjednoczone               |
| 6 lutego 2004        | Carl Thompson         | TKO 9   | Sebastiaan Rothmann      | IBO             | Ponds Forge Arena, Sheffield, Wielka Brytania                     |
| 13 grudnia 2003      | Wayne Braithwaite     | TKO 1   | Luis Andres Pineda       | WBC             | Boardwalk Hall, Atlantic City, Stany Zjednoczone                  |
| 15 listopada 2003    | Johnny Nelson         | MD 12   | Alexander Petkovic       | WBO             | Oberfrankenhalle, Bayreuth, Niemcy                                |
| 12 lipca 2003        | Sebastiaan Rothmann   | UD 12   | Jorge Fernando Castro    | IBO             | Carnival City, Brakpan, Republika Południowej Afryki              |
| 24 kwietnia 2003     | James Toney           | UD 12   | Wasilij Żyrow            | IBF             | Foxwoods Resort, Mashantucket, Stany Zjednoczone                  |
| 1 marca 2003         | Jean-Marc Mormeck     | TKO 8   | Ołeksandr Hurow          | WBA             | Thomas & Mack Center, Las Vegas, Stany Zjednoczone                |
| 21 lutego 2003       | Wayne Braithwaite     | TKO 4   | Ravea Springs            | WBC             | Miccosukee Indian Gaming Resort, Miami, Stany Zjednoczone         |
| 23 listopada 2002    | Johnny Nelson         | D SD 12 | Guillermo Jones          | WBO             | Derby Storm Arena, Derby, Wielka Brytania                         |
| 26 października 2002 | Sebastiaan Rothmann   | TKO 5   | Anthony Bigeni           | IBO             | Carnival City, Brakpan, Republika Południowej Afryki              |
| 11 października 2002 | Wayne Braithwaite     | TKO 10  | Vincenzo Cantatore       | WBC             | Campione d’Italia, Lombardia, Włochy                              |
| 8 sierpnia 2002      | Jean-Marc Mormeck     | TKO 8   | Dale Brown               | WBA             | Plage du Prado, Marsylia, Francja                                 |
| 6 kwietnia 2002      | Johnny Nelson         | KO 8    | Ezra Sellers             | WBO             | Cirkusbygningen, Kopenhaga, Dania                                 |
| 23 lutego 2002       | Jean-Marc Mormeck     | RTD 8   | Virgil Hill              | WBA             | Palais des Sports, Marsylia, Francja                              |
| 1 lutego 2002        | Wasilij Żyrow         | UD 12   | Jorge Fernando Castro    | IBF             | Celebrity Theater, Phoenix, Stany Zjednoczone                     |
| 26 listopada 2001    | Ezra Sellers          | KO 4    | Carl Thompson            | IBO             | Wythenshawe Forum, Manchester, Wielka Brytania                    |
| 3 listopada 2001     | Juan Carlos Gómez     | TKO 6   | Pietro Aurino            | WBC             | Hansehalle, Lubeka, Niemcy                                        |
| 8 września 2001      | Wasilij Żyrow         | TKO 8   | Julian Letterlough       | IBF             | Lawlor Events Center, Reno, Stany Zjednoczone                     |
| 21 lipca 2001        | Johnny Nelson         | UD 12   | Marcelo Fabián Domínguez | WBO             | Ponds Forge Arena, Sheffield, Wielka Brytania                     |
| 24 marca 2001        | Wasilij Żyrow         | KO 1    | Terry McGroom            | IBF             | MGM Grand, Las Vegas, Stany Zjednoczone                           |
| 6 lutego 2001        | Wasilij Żyrow         | KO 1    | Alex Gonzales            | IBF             | Sports Palace, Ałmaty, Kazachstan                                 |
| 3 lutego 2001        | Carl Thompson         | TKO 5   | Uriah Grant              | IBO             | Bowler’s Arena, Manchester, Wielka Brytania                       |
| 27 stycznia 2001     | Johnny Nelson         | UD 12   | George Arias             | WBO             | York Hall, Londyn, Wielka Brytania                                |
| 16 grudnia 2000      | Juan Carlos Gómez     | TKO 10  | Jorge Fernando Castro    | WBC             | Grugahalle, Essen, Niemcy                                         |
| 9 grudnia 2000       | Virgil Hill           | TKO 1   | Fabrice Tiozzo           | WBA             | Astroballe, Villeurbanne, Francja                                 |
| 7 października 2000  | Johnny Nelson         | KO 5    | Adam Watt                | WBO             | Doncaster Dome, Doncaster, Wielka Brytania                        |
| 6 maja 2000          | Juan Carlos Gómez     | KO 3    | Imamu Mayfield           | WBC             | Swissotel, Neuss, Niemcy                                          |
| 8 kwietnia 2000      | Fabrice Tiozzo        | TKO 6   | Wałerij Wychor           | WBA             | Palais Omnisports Bercy, Paryż, Francja                           |
| 8 kwietnia 2000      | Johnny Nelson         | TKO 7   | Pietro Aurino            | WBO             | York Hall, Londyn, Wielka Brytania                                |
| 8 kwietnia 2000      | Uriah Grant           | RTD 2   | Thomas Hearns            | IBO             | Joe Louis Arena, Detroit, Stany Zjednoczone                       |
| 11 marca 2000        | Juan Carlos Gómez     | TKO 2   | Mohamed Siluvangi        | WBC             | Hansehalle, Lubeka, Niemcy                                        |
| 12 lutego 2000       | Wasilij Żyrow         | TKO 9   | Saul Montana             | IBF             | Bank of America Center, Boise, Stany Zjednoczone                  |

## 1990–1999
| Data                 | Zwycięzca                  | Wynik    | Przegrany                  | Tytuł | Miejsce                                                    |
| -------------------- | -------------------------- | -------- | -------------------------- | ----- | ---------------------------------------------------------- |
| 11 grudnia 1999      | Juan Carlos Gomez          | KO 9     | Napoleon Tagoe             | WBC   | Sporthalle, Hamburg, Niemcy                                |
| 13 listopada 1999    | Fabrice Tiozzo             | TKO 7    | Ken Murphy                 | WBA   | Thomas & Mack Center, Las Vegas, Stany Zjednoczone         |
| 6 listopada 1999     | Johnny Nelson              | KO 4     | Christophe Girard          | WBO   | Kingsway Leisure Centre, Widnes, Wielka Brytania           |
| 18 września 1999     | Wasilij Żyrow              | KO 10    | Dale Brown                 | IBF   | Mandalay Bay Resort & Casino, Las Vegas, Stany Zjednoczone |
| 18 września 1999     | Johnny Nelson              | UD 12    | Sione Asipeli              | WBO   | Mandalay Bay Resort & Casino, Las Vegas, Stany Zjednoczone |
| 7 sierpnia 1999      | Johnny Nelson              | TKO 4    | Willard Lewis              | WBO   | Goresbrook Leisure Centre, Dagenham, Wielka Brytania       |
| 17 lipca 1999        | Juan Carlos Gomez          | TKO 9    | Bruce Scott                | WBC   | Philips Halle, Düsseldorf, Niemcy                          |
| 5 czerwca 1999       | Wasilij Żyrow              | TKO 7    | Arthur Williams            | IBF   | Grand Casino, Biloxi, Stany Zjednoczone                    |
| 15 maja 1999         | Johnny Nelson              | UD 12    | Bruce Scott                | WBO   | Ponds Forge Arena, Sheffield, Wielka Brytania              |
| 10 kwietnia 1999     | Thomas Hearns              | UD 12    | Nate Miller                | IBO   | M.E.N. Arena, Manchester, Wielka Brytania                  |
| 27 marca 1999        | Johnny Nelson              | TKO 5    | Carl Thompson              | WBO   | Derby Storm Arena, Derby, Wielka Brytania                  |
| 13 marca 1999        | Juan Carlos Gomez          | UD 12    | Marcelo Fabián Domínguez   | WBC   | Hansehalle, Lubeka, Niemcy                                 |
| 12 grudnia 1998      | Juan Carlos Gomez          | TKO 2    | Rodney Gordon              | WBC   | Ballsporthalle, Frankfurt, Niemcy                          |
| 14 listopada 1998    | Fabrice Tiozzo             | TKO 2    | Ezequiel Paixao            | WBA   | L’Espace Francois Mitterand, Mont-de-Marsan, Francja       |
| 30 października 1998 | Arthur Williams            | TKO 9    | Imamu Mayfield             | IBF   | Grand Casino, Biloxi, Stany Zjednoczone                    |
| 3 października 1998  | Juan Carlos Gomez          | TKO 2    | Aleksiej Iljin             | WBC   | Prinz-Garden Halle Augsburg, Niemcy                        |
| 18 lipca 1998        | Carl Thompson              | RTD 9    | Chris Eubank               | WBO   | Ponds Forge Arena, Sheffield, Wielka Brytania              |
| 5 czerwca 1998       | Juan Carlos Gomez          | TKO 6    | Guy Waters                 | WBC   | Sporthalle, Wandsbek, Niemcy                               |
| 5 maja 1998          | Fabrice Tiozzo             | TKO 1    | Terry Ray                  | WBA   | Astroballe, Villeurbanne, Francja                          |
| 5 maja 1998          | Robert Daniels             | KO 10    | Don Diego Poeder           | IBO   | Grand Casino, Biloxi, Stany Zjednoczone                    |
| 18 kwietnia 1998     | Carl Thompson              | UD 12    | Chris Eubank               | WBO   | Nynex Arena, Manchester, Wielka Brytania                   |
| 26 marca 1998        | Imamu Mayfield             | KO 11    | Terry Dunstan              | IBF   | K.C. Sports Arena, Hull, Wielka Brytania                   |
| 21 lutego 1998       | Juan Carlos Gomez          | UD 12    | Marcelo Fabián Domínguez   | WBC   | Mar del Plata, Buenos Aires, Argentyna                     |
| 8 listopada 1997     | Fabrice Tiozzo             | UD 12    | Nate Miller                | WBA   | Astroballe, Villeurbanne, Francja                          |
| 8 listopada 1997     | Imamu Mayfield             | UD 12    | Uriah Grant                | IBF   | Thomas & Mack Center, Las Vegas, Stany Zjednoczone         |
| 4 października 1997  | Carl Thompson              | SD 12    | Ralf Rocchigiani           | WBO   | Stadionsporthalle, Hanower, Niemcy                         |
| 16 sierpnia 1997     | Marcelo Fabián Domínguez   | UD 12    | Akim Tafer                 | WBC   | La Palestre, Le Cannet, Francja                            |
| 21 czerwca 1997      | Uriah Grant                | MD 12    | Adolpho Washington         | IBF   | Sun Dome, Tampa, Stany Zjednoczone                         |
| 14 czerwca 1997      | James Toney                | UD 12    | Steve Little               | IBO   | Grand Casino, Biloxi, Stany Zjednoczone                    |
| 26 kwietnia 1997     | Ralf Rocchigiani           | MD 12    | Stefan Angehrn             | WBO   | Hallenstadion, Zurych, Szwajcaria                          |
| 18 kwietnia 1997     | Booker T Word              | TKO 8    | Vinson Durham              | IBO   | Fiesta Palace, Waukegan, Stany Zjednoczone                 |
| 22 lutego 1997       | Nate Miller                | TKO 2    | Ołeksandr Hurow            | WBA   | The Theatre, Fort Lauderdale, Stany Zjednoczone            |
| 13 grudnia 1996      | Ralf Rocchigiani           | UD 12    | Stefan Angehrn             | WBO   | Stadionsporthalle, Hanower, Niemcy                         |
| 6 grudnia 1996       | Marcelo Fabián Domínguez   | TKO 8    | Jose Arimatea Da Silva     | WBC   | Ciudad Jardín, Argentyna                                   |
| 31 sierpnia 1996     | Nate Miller                | TKO 7    | James Heath                | WBA   | The Point, Dublin, Irlandia                                |
| 31 sierpnia 1996     | Adolpho Washington         | UD 12    | Torsten May                | IBF   | Coliseo Balear, Palma de Mallorca, Hiszpania               |
| 13 lipca 1996        | Ralf Rocchigiani           | UD 12    | Bash Ali                   | WBO   | Grugahalle, Essen, Niemcy                                  |
| 5 lipca 1996         | Marcelo Fabián Domínguez   | TKO 10   | Patrice Aouissi            | WBC   | Espace 3000, Hyeres, Francja                               |
| 23 marca 1996        | Nate Miller                | TKO 9    | Brian LaSpada              | WBA   | Miami Arena, Miami, Stany Zjednoczone                      |
| 16 marca 1996        | Ralf Rocchigiani           | TKO 4    | Jay Snyder                 | WBO   | Deutschlandhalle, Berlin, Niemcy                           |
| 13 stycznia 1996     | Nate Miller                | TKO 5    | Reinaldo Gimenez           | WBA   | Jai Alai Fronton, Miami, Stany Zjednoczone                 |
| 25 listopada 1995    | Ralf Rocchigiani           | TKO 8    | Dan Ward                   | WBO   | Stadthalle, Brunszwik, Niemcy                              |
| 2 listopada 1995     | Ted Cofie                  | KO 7     | Joseph Polu                | IBO   | Magic Millions Complex, Bundall, Australia                 |
| 24 października 1995 | Marcelo Fabián Domínguez   | SD 12    | Siergiej Koboziew          | WBC   | Palais Marcel Cerdan, Levallois-Perret, Francja            |
| 30 września 1995     | Ralf Rocchigiani           | UD 12    | Marc Randazzo              | WBO   | Stadionsporthalle, Hanower, Niemcy                         |
| 2 września 1995      | Marcelo Fabián Domínguez   | TKO 12   | Reinaldo Gimenez           | WBC   | Club Juventud Unida, Gualeguaychú, Argentyna               |
| 25 lipca 1995        | Marcelo Fabián Domínguez   | TKO 9    | Akim Tafer                 | WBC   | Saint-Jean-de-Luz, Pyrénées-Atlantiques, Francja           |
| 22 lipca 1995        | Nate Miller                | KO 8     | Orlin Norris               | WBA   | New London Arena, Millwall, Wielka Brytania                |
| 24 czerwca 1995      | Alfred Cole                | UD 12    | Uriah Grant                | IBF   | Convention Center, Atlantic City, Stany Zjednoczone        |
| 10 czerwca 1995      | Ralf Rocchigiani           | TKO 11   | Carl Thompson              | WBO   | G-Mex Leisure Centre, Manchester, Wielka Brytania          |
| 17 marca 1995        | Orlin Norris               | UD 12    | Adolpho Washington         | WBA   | Memorial Auditorium, Worcester, Stany Zjednoczone          |
| 17 grudnia 1994      | Dariusz Michalczewski      | KO 10    | Nestor Hipolito Giovannini | WBO   | Sporthalle, Hamburg, Niemcy                                |
| 3 grudnia 1994       | Anaclet Wamba              | MD 12    | Marcelo Fabián Domínguez   | WBC   | Estadio Delmi, Salta, Argentyna                            |
| 12 listopada 1994    | Orlin Norris               | KO 2     | James Heath                | WBA   | Plaza Mexico, m. Meksyk, Meksyk                            |
| 5 listopada 1994     | Adolpho Washington         | TKO 8    | David Izeqwire             | IBO   | Las Vegas, Stany Zjednoczone                               |
| 4 sierpnia 1994      | David Izeqwire             | RTD 4    | Bobby Czyz                 | IBO   | Foxwoods Resort, Mashantucket, Stany Zjednoczone           |
| 23 lipca 1994        | Alfred Cole                | UD 12    | Nate Miller                | IBF   | Civic Center, Bismarck, Stany Zjednoczone                  |
| 14 lipca 1994        | Anaclet Wamba              | R PTS 12 | Adolpho Washington         | WBC   | Sporting Club, Monte Carlo, Monako                         |
| 2 lipca 1994         | Orlin Norris               | TKO 3    | Arthur Williams            | WBA   | Mirage Hotel & Casino, Las Vegas, Stany Zjednoczone        |
| 4 marca 1994         | Orlin Norris               | SD 12    | Arthur Williams            | WBA   | MGM Grand, Las Vegas, Stany Zjednoczone                    |
| 28 grudnia 1993      | David Izeqwire             | TKO 8    | Henry Milligan             | IBO   | Ritz Carlton, Aspen, Stany Zjednoczone                     |
| 20 listopada 1993    | Nestor Hipolito Giovannini | UD 12    | Markus Bott                | WBO   | Sporthalle, Hamburg, Niemcy                                |
| 17 listopada 1993    | Alfred Cole                | TKO 5    | Vincent Boulware           | IBF   | Caesar’s Hotel & Casino, Atlantic City, Stany Zjednoczone  |
| 6 listopada 1993     | Orlin Norris               | TKO 6    | Marcelo Victor Figueroa    | WBA   | Cirque d’Hiver, Paryż, Francja                             |
| 16 października 1993 | Anaclet Wamba              | TKO 7    | Akim Tafer                 | WBC   | Palais Marcel Cerdan, Levallois-Perret, Francja            |
| 16 lipca 1993        | Alfred Cole                | UD 12    | Glenn McCrory              | IBF   | CSKA, Moskwa, Rosja                                        |
| 26 czerwca 1993      | Nestor Hipolito Giovannini | SD 12    | Markus Bott                | WBO   | Sporthalle, Hamburg, Niemcy                                |
| 3 marca 1993         | Anaclet Wamba              | UD 12    | David Vedder               | WBC   | Palais Marcel Cerdan, Levallois-Perret, Francja            |
| 28 lutego 1993       | Alfred Cole                | UD 12    | Uriah Grant                | IBF   | Trump Castle, Atlantic City, Stany Zjednoczone             |
| 13 lutego 1993       | Markus Bott                | UD 12    | Tyrone Booze               | WBO   | Sporthalle, Hamburg, Niemcy                                |
| 16 października 1992 | Anaclet Wamba              | UD 12    | Andrew Maynard             | WBC   | Stade Pierre de Coubertin, Paryż, Francja                  |
| 2 października 1992  | Tyrone Booze               | UD 12    | Ralf Rocchigiani           | WBO   | Deutschlandhalle, Berlin, Niemcy                           |
| 30 lipca 1992        | Alfred Cole                | UD 12    | James Warring              | IBF   | Waterloo Village, Stanhope, Stany Zjednoczone              |
| 25 lipca 1992        | Tyrone Booze               | KO 7     | Derek Angol                | WBO   | G-Mex Leisure Centre, Manchester, Wielka Brytania          |
| 13 czerwca 1992      | Anaclet Wamba              | TKO 5    | Andriej Rudenko            | WBC   | Palais Marcel Cerdan, Levallois-Perret, Francja            |
| 16 maja 1992         | James Warring              | UD 12    | Johnny Nelson              | IBF   | Hugo’s Nightclub, Bealton, Stany Zjednoczone               |
| 8 maja 1992          | Bobby Czyz                 | UD 12    | Donny Lalonde              | WBA   | Riviera Hotel & Casino, Las Vegas, Stany Zjednoczone       |
| 13 grudnia 1991      | Anaclet Wamba              | TKO 11   | Massimiliano Duran         | WBC   | Palais Omnisports, Paryż, Francja                          |
| 15 listopada 1991    | James Warring              | TKO 5    | Donnell Wingfield          | IBF   | Valley Sports Arena, Roanoke, Stany Zjednoczone            |
| 7 września 1991      | James Warring              | KO 1     | James Pritchard            | IBF   | Studio Comunate San Giacomo, Salemi, Włochy                |
| 9 sierpnia 1991      | Bobby Czyz                 | UD 12    | Bash Ali                   | WBA   | Convention Hall, Atlantic City, Stany Zjednoczone          |
| 20 lipca 1991        | Anaclet Wamba              | TKO 11   | Massimiliano Duran         | WBC   | Palermo, Sycylia, Włochy                                   |
| 8 marca 1991         | Bobby Czyz                 | SD 12    | Robert Daniels             | WBA   | Trump Taj Mahal, Atlantic City, Stany Zjednoczone          |
| 15 lutego 1991       | Magne Havnå                | SD 12    | Tyrone Booze               | WBO   | Randers Hallen, Randers, Dania                             |
| 8 grudnia 1990       | Massimiliano Duran         | DQ 12    | Anaclet Wamba              | WBC   | Palazzo Dello Sport, Ferrara, Włochy                       |
| 8 grudnia 1990       | Magne Havnå                | UD 12    | Daniel Eduardo Neto        | WBO   | Aalborg Hallen, Aalborg, Dania                             |
| 22 listopada 1990    | Robert Daniels             | R PTS 12 | Taoufik Belbouli           | WBA   | Sports Palace, Madryt, Hiszpania                           |
| 28 lipca 1990        | Jeff Lampkin               | KO 8     | Siza Makathini             | IBF   | Hilton Hotel, St. Petersburg, Stany Zjednoczone            |
| 27 lipca 1990        | Massimiliano Duran         | DQ 11    | Carlos De León             | WBC   | Outdoor Arena, Capo d’Orlando, Włochy                      |
| 19 lipca 1990        | Robert Daniels             | UD 12    | Craig Bodzianowski         | WBA   | Kingdome, Seattle, Stany Zjednoczone                       |
| 17 maja 1990         | Magne Havnå                | TKO 5    | Boone Pultz                | WBO   | Nordjysk Messecenter, Aars, Dania                          |
| 22 marca 1990        | Jeff Lampkin               | KO 3     | Glenn McCrory              | IBF   | Leisure Centre, Gateshead, Wielka Brytania                 |
| 27 stycznia 1990     | Carlos De León             | R PTS 12 | Johnny Nelson              | WBC   | City Hall, Sheffield, Wielka Brytania                      |

## -1989
| Data                 | Zwycięzca            | Wynik    | Przegrany                | Tytuł           | Miejsce                                                     |
| -------------------- | -------------------- | -------- | ------------------------ | --------------- | ----------------------------------------------------------- |
| 3 grudnia 1989       | Boone Pultz          | SD 12    | Magne Havnå              | WBO             | Scandinavia Hotel, Kopenhaga, Dania                         |
| 27 listopada 1989    | Robert Daniels       | SD 12    | Dwight Muhammad Qawi     | WBA             | Pavilion Baltard, Nogent-le-Phaye, Francja                  |
| 21 października 1989 | Glenn McCrory        | KO 11    | Siza Makathini           | IBF             | Eston Sports Academy, Middlesbrough, Wielka Brytania        |
| 3 czerwca 1989       | Glenn McCrory        | UD 12    | Patrick Lumumba          | IBF             | Louise Centre, Stanley, Wielka Brytania                     |
| 17 maja 1989         | Carlos De León       | TKO 9    | Sammy Reeson             | WBC             | Docklands Arena, Millwall, Wielka Brytania                  |
| 25 marca 1989        | Taoufik Belbouli     | TKO 8    | Michael Greer            | WBA             | Sheraton Hotel, Casablanca, Maroko                          |
| 9 kwietnia 1988      | Evander Holyfield    | TKO 8    | Carlos De León           | WBA / WBC / IBF | Caesars Palace, Las Vegas, Stany Zjednoczone                |
| 22 stycznia 1988     | Carlos De León       | UD 12    | Jose Maria Flores Burlon | WBC             | Convention Center, Atlantic City, Stany Zjednoczone         |
| 5 grudnia 1987       | Evander Holyfield    | KO 4     | Dwight Muhammad Qawi     | WBA / IBF       | Convention Center, Atlantic City, Stany Zjednoczone         |
| 15 sierpnia 1987     | Evander Holyfield    | TKO 11   | Ossie Ocasio             | WBA / IBF       | Saint-Tropez, Var, Francja                                  |
| 15 maja 1987         | Evander Holyfield    | TKO 3    | Ricky Parkey             | WBA / IBF       | Caesars Palace, Las Vegas, Stany Zjednoczone                |
| 28 marca 1987        | Ricky Parkey         | TKO 12   | Siza Makathini           | IBF             | Palazzo Dello Sport, Lido di Camaiore, Włochy               |
| 21 lutego 1987       | Carlos De León       | TKO 5    | Angelo Rottoli           | WBC             | Palasport, Bergamo, Włochy                                  |
| 14 lutego 1987       | Evander Holyfield    | TKO 7    | Henry Tillman            | WBA             | Bally’s Hotel & Casino, Reno, Stany Zjednoczone             |
| 25 października 1986 | Ricky Parkey         | TKO 10   | Lee Roy Murphy           | IBF             | Palazzo Dello Sport, Marsala, Włochy                        |
| 8 sierpnia 1986      | Carlos De León       | TKO 8    | Michael Greer            | WBC             | Parcheggio S. Alfio, Giardini Naxos, Włochy                 |
| 12 lipca 1986        | Evander Holyfield    | SD 15    | Dwight Muhammad Qawi     | WBA             | The Omni, Atlanta, Stany Zjednoczone                        |
| 19 kwietnia 1986     | Lee Roy Murphy       | KO 9     | Dorcey Gaymon            | IBF             | San Remo Casino, San Remo, Włochy                           |
| 22 marca 1986        | Dwight Muhammad Qawi | TKO 6    | Leon Spinks              | WBA             | Lawlor Events Center, Reno, Stany Zjednoczone               |
| 22 marca 1986        | Carlos De León       | MD 12    | Bernard Benton           | WBC             | Riviera Hotel & Casino, Las Vegas, Stany Zjednoczone        |
| 10 października 1985 | Lee Roy Murphy       | KO 12    | Chisanda Mutti           | IBF             | Stade Louis II, Monte Carlo, Monako                         |
| 21 września 1985     | Bernard Benton       | UD 12    | Alfonso Ratliff          | WBC             | Riviera Hotel & Casino, Las Vegas, Stany Zjednoczone        |
| 27 lipca 1985        | Dwight Muhammad Qawi | TKO 11   | Piet Crous               | WBA             | Superbowl, Sun City, Republika Południowej Afryki           |
| 6 czerwca 1985       | Alfonso Ratliff      | SD 12    | Carlos De León           | WBC             | Riviera Hotel & Casino, Las Vegas, Stany Zjednoczone        |
| 30 marca 1985        | Piet Crous           | TKO 3    | Randy Stephens           | WBA             | Superbowl, Sun City, Republika Południowej Afryki           |
| 20 grudnia 1984      | Lee Roy Murphy       | TKO 12   | Eddie Taylor             | IBF             | Bismarck Hotel, Chicago, Stany Zjednoczone                  |
| 1 grudnia 1984       | Piet Crous           | UD 15    | Ossie Ocasio             | WBA             | Superbowl, Sun City, Republika Południowej Afryki           |
| 6 października 1984  | Lee Roy Murphy       | TKO 14   | Marvin Camel             | IBF             | Billings, Montana, Stany Zjednoczone                        |
| 2 czerwca 1984       | Carlos De León       | UD 12    | Bash Ali                 | WBC             | Oakland, Stany Zjednoczone                                  |
| 5 maja 1984          | Ossie Ocasio         | TKO 15   | John Odhiambho           | WBA             | Guaynabo, Portoryko                                         |
| 9 marca 1984         | Carlos De León       | UD 12    | Anthony Davis            | WBC             | Convention Center, Las Vegas, Stany Zjednoczone             |
| 13 grudnia 1983      | Marvin Camel         | TKO 5    | Roddy MacDonald          | IBF             | Halifax Metro Centre, Halifax, Kanada                       |
| 21 września 1983     | Carlos De León       | TKO 4    | Yaqui Lopez              | WBC             | Civic Auditorium, San Jose, Stany Zjednoczone               |
| 17 lipca 1983        | Carlos De León       | UD 12    | S.T. Gordon              | WBC             | Dunes Hotel, Las Vegas, Stany Zjednoczone                   |
| 20 maja 1983         | Ossie Ocasio         | UD 15    | Randy Stephens           | WBA             | Dunes Hotel, Las Vegas, Stany Zjednoczone                   |
| 16 lutego 1983       | S.T. Gordon          | TKO 8    | Jesse Burnett            | WBC             | Bryne Meadowlands Arena, East Rutherford, Stany Zjednoczone |
| 15 grudnia 1982      | Ossie Ocasio         | UD 15    | Eddie Taylor             | WBA             | Aragon Ballroom, Chicago, Stany Zjednoczone                 |
| 27 czerwca 1982      | S.T. Gordon          | TKO 2    | Carlos De León           | WBC             | Front Row Theatre, Highland Heights, Stany Zjednoczone      |
| 24 lutego 1982       | Carlos De León       | TKO 8    | Marvin Camel             | WBC             | Playboy Hotel & Casino, Atlantic City, Stany Zjednoczone    |
| 13 lutego 1982       | Ossie Ocasio         | SD 15    | Robbie William           | WBA             | Rand Stadium, Johannesburg, Republika Południowej Afryki    |
| 25 listopada 1980    | Carlos De León       | MD 15    | Marvin Camel             | WBC             | Superdome New Orleans, Stany Zjednoczone                    |
| 31 marca 1980        | Marvin Camel         | UD 15    | Mate Parlov              | WBC             | Caesars Palace Las Vegas, Stany Zjednoczone                 |
| 8 grudnia 1979       | Mate Parlov          | R PTS 15 | Marvin Camel             | WBC             | Sportski Centar Gripe, Split, Chorwacja                     |

## Legenda
- DQ – (disqualification) – dyskwalifikacja
- KO – (knockout) – nokaut
- MD – (majority decision) – decyzja większości
- NC – (no contest) – walka uznana za nie odbytą
- PTS – walka zakończona na punkty
- RTD – (referee technical decision) – techniczna decyzja sędziów
- SD – (split-decision) – niejednogłośna decyzja
- TKO – (technical knockout) – techniczny nokaut
- UD – (unanimous decision) – jednogłośna decyzja
- R – (draws) – remis